# Distrito de Museos (Houston)

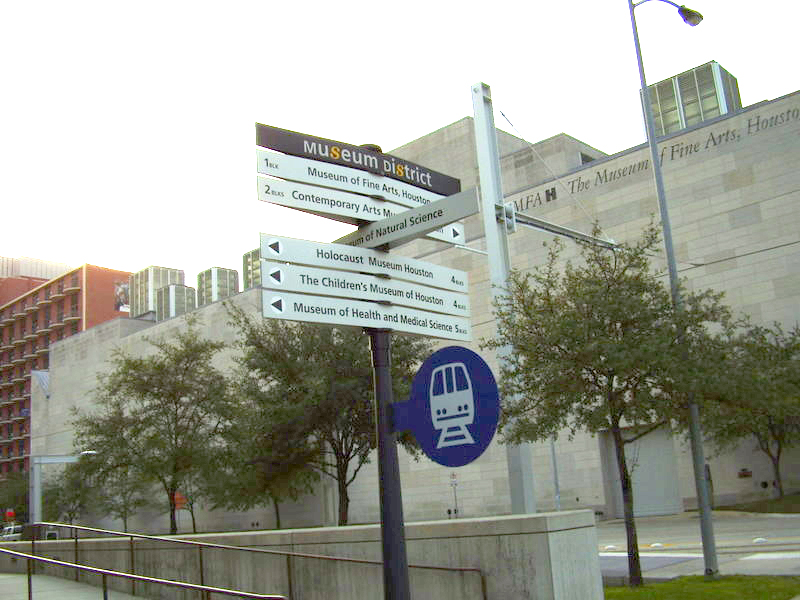
Distrito de Museos

El Distrito de Museos (Houston Museum District) es un distrito de Houston, Texas, cerca del Texas Medical Center y la Universidad Rice. Tiene 19 museos y servicio de METRORail.
La Asia Society (Q) gestiona la Asia House, la sede del Asia Society Texas Center, en el distrito.

## Museos
- Museo de Bellas Artes de Houston
- Museo de Niños en Houston
- Contemporary Arts Museum Houston

## Educación

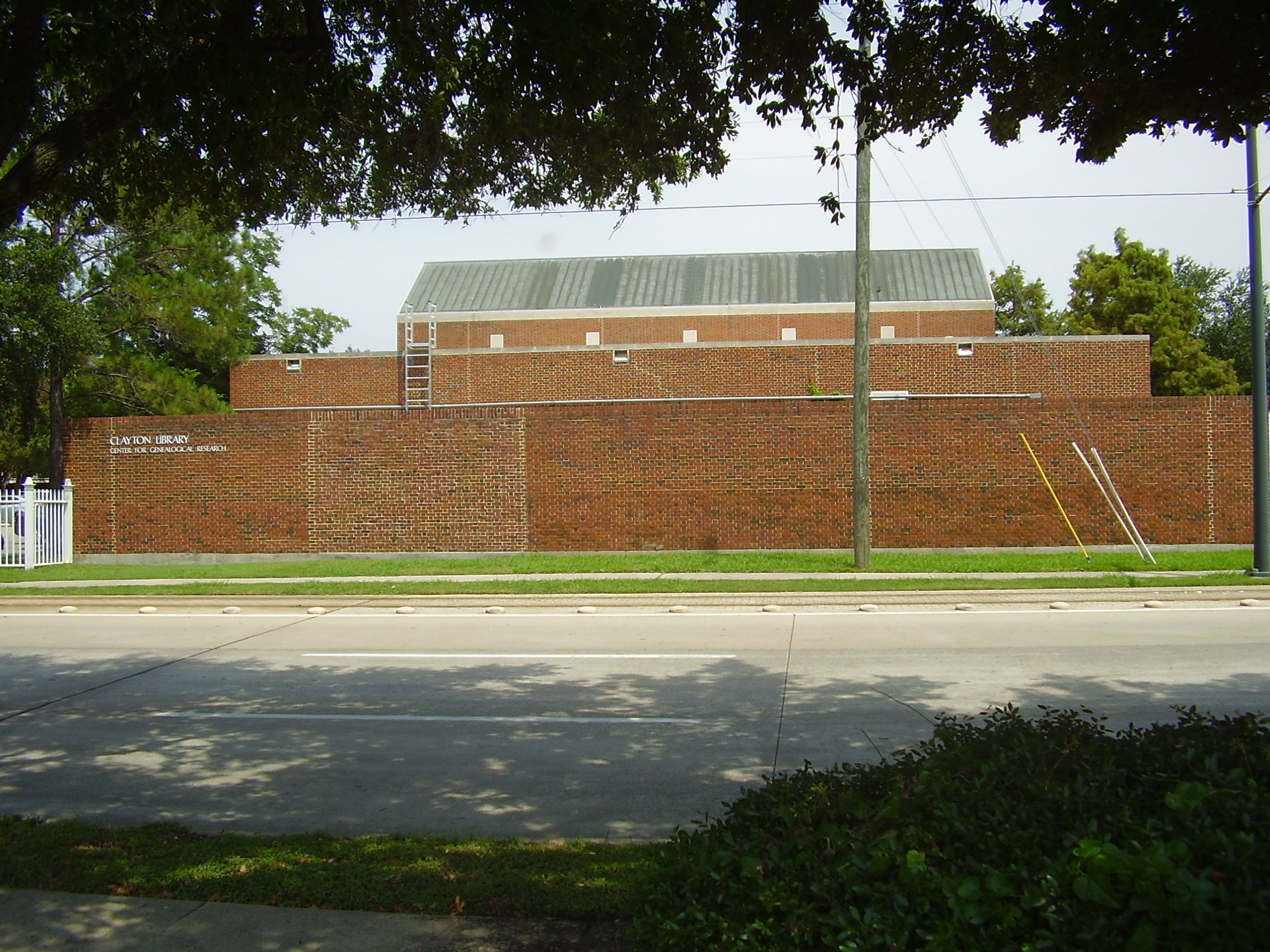
Biblioteca Clayton/Centro para Investigación Geneológica

La Biblioteca Pública de Houston gestiona la Biblioteca Clayton/Centro para Investigación Geneológica.

## Transporte
El distrito tiene una estación de METRORail, Museum District Station.